# Varnums socken, Värmland
För den historiska socknen med detta namn som låg i Västergötland, se Varnums socken, Västergötland
Varnums socken i Värmland ingick i Ölme härad, uppgick 1951 i Kristinehamns stad och området är sedan 1971 en del av Kristinehamns kommun, från 2016 inom Kristinehamns distrikt.
Socknens areal var 211,29 kvadratkilometer varav 202,45 land.  År 1954 fanns här 1 599 invånare. Gustavsviks herrgård ligger i socknen. Sockenkyrkan revs 1859 och därefter delades kyrka med Kristinehamns församling med Kristinehamns kyrka i staden. I Varnum ligger Österviks kapell, som dock inte fungerar som församlingskyrka.

## Administrativ historik
Socknen har medeltida ursprung. Ur socknen utbröts 1583 ett område som blev en del av den då bildade Karlskoga socken. Den 29 oktober 1642 utbröts Kristinehamns stad och Kristinehamns församling.
Vid kommunreformen 1862 övergick socknens ansvar för de kyrkliga frågorna till Varnums församling och för de borgerliga frågorna bildades Varnums landskommun. Landskommunen uppgick 1951 i Kristinehamns stad. Församlingen uppgick 1960 i Kristinehamns församling.
1 januari 2016 inrättades distriktet Kristinehamn, med samma omfattning som Kristinehamns församling hade 1999/2000 och fick 1960, och vari detta sockenområde ingår.
Socknen har tillhört län, fögderier, tingslag och domsagor enligt vad som beskrivs i artikeln Ölme härad. De indelta soldaterna tillhörde Närkes regemente, Ölme kompani.

## Geografi
Varnums socken ligger söder och norr om Kristinehamn med Vänern i väst och sydväst och i söder kring Varnan och dess tillflöde Lötälven. Socknens norra del är en sjörik skogsbygd med odlingsbygd närmast Vänern. Den södra delen har odlingsbygd utmed vattendragen och skogsbygd i öster.

## Fornlämningar
Från bronsåldern finns spridda gravrösen. Från järnåldern finns flera gravfält. Vid Järsberg finns en runristning.

## Namnet
Namnet skrevs 1362 Varneem och innehåller efterleden hem, 'boplats; gård' eller 'bygd'. Förleden innehåller namnet på ån Varnan vars namn har oklar tolkning.

## Befolkningsutveckling
| Befolkningsutvecklingen i Varnums socken, Värmland 1780–1950                                             | Befolkningsutvecklingen i Varnums socken, Värmland 1780–1950 | Befolkningsutvecklingen i Varnums socken, Värmland 1780–1950 | Befolkningsutvecklingen i Varnums socken, Värmland 1780–1950 | Befolkningsutvecklingen i Varnums socken, Värmland 1780–1950 |
| --- | ------------------------------------------------------------ | ------------------------------------------------------------ | ------------------------------------------------------------ | ------------------------------------------------------------ |
| |                                                              |                                                              |                                                              |                                                              |
| År |                                                              |                                                              | Folkmängd                                                    |                                                              |
| 1780 | 1780                                                         |                                                              | 2 183                                                        |                                                              |
| 1790 | 1790                                                         |                                                              | 1 972                                                        |                                                              |
| 1800 | 1800                                                         |                                                              | 2 132                                                        |                                                              |
| 1810 | 1810                                                         |                                                              | 2 077                                                        |                                                              |
| 1820 | 1820                                                         |                                                              | 2 130                                                        |                                                              |
| 1830 | 1830                                                         |                                                              | 2 327                                                        |                                                              |
| 1840 | 1840                                                         |                                                              | 2 621                                                        |                                                              |
| 1850 | 1850                                                         |                                                              | 2 905                                                        |                                                              |
| 1860 | 1860                                                         |                                                              | 2 985                                                        |                                                              |
| 1870 | 1870                                                         |                                                              | 2 844                                                        |                                                              |
| 1880 | 1880                                                         |                                                              | 2 993                                                        |                                                              |
| 1890 | 1890                                                         |                                                              | 2 575                                                        |                                                              |
| 1900 | 1900                                                         |                                                              | 2 287                                                        |                                                              |
| 1910 | 1910                                                         |                                                              | 2 079                                                        |                                                              |
| 1920 | 1920                                                         |                                                              | 2 068                                                        |                                                              |
| 1930 | 1930                                                         |                                                              | 1 952                                                        |                                                              |
| 1940 | 1940                                                         |                                                              | 1 658                                                        |                                                              |
| 1950 | 1950                                                         |                                                              | 1 630                                                        |                                                              |
| Anm: Källor: Umeå universitet - Tabellverket 1749-1859, Demografiska databasen, CEDAR, Umeå universitet. |                                                              |                                                              |                                                              |                                                              |